# Weekend (Alice)
| Recensione | Giudizio |
| ---------- | -------- |
| Ondarock   |          |

Weekend è il 19° album in studio di Alice, pubblicato nel 2014 per l'etichetta della stessa cantautrice, la Arecibo edizioni musicali S.r.l..

## Descrizione
L'album, che vede la collaborazione, annunciata in copertina, di Franco Battiato, Luca Carboni e Paolo Fresu, è stato realizzato durante i fine settimana di un anno di lavoro, da cui il titolo. Il brano Veleni è stato presentato al Festival di Sanremo 2014, ma non venne accettato.

## Accoglienza
Il disco debutta alla posizione numero 14 nella classifica FIMI dei dischi italiani più venduti.

## Tracce
1. Tante belle cose (Tant de belles choses - Françoise Hardy - Pascale Daniel, Alain Lubrano - Testo italiano di Franco Battiato) (feat. Paolo Fresu) - 4:07
2. L'umana nostalgia (Claudio Rocchi) - 3:41
3. Da lontano (feat. Luca Carboni & Paolo Fresu) - 3:55
4. Veleni (Manlio Sgalambro - Franco Battiato) - 3:22
5. La realtà non esiste (Claudio Rocchi) (feat. Franco Battiato) - 2:49
6. Un po' d'aria (Luca Urbani - Soerba) - 3:27
7. Viali di solitudine (Francesco Messina - Marco Liverani) - 3:37
8. Aspettando mezzanotte (Alice) - 2:41
9. Christmas (Paul Buchanan - Robert Bell) - 5:03
10. Qualcuno pronuncia il mio nome (Mino Di Martino) - 3:41

## Formazione
- Alice - voce
- Marco Guarnerio - tastiera, basso, chitarra
- Francesco Messina - sintetizzatore
- Carlo Guaitoli - pianoforte
- Pino Pischetola - programmazione
- Paolo Fresu - tromba